# Całkowanie przez części
Całkowanie przez części to jedna z metod obliczania zamkniętych form całek postaci:
{\displaystyle \int f(x)g(x)dx.}
Jeśli potrafimy znaleźć takie {\displaystyle h(x),} że {\displaystyle h'(x)=f(x),} to możemy przekształcić tę całkę do postaci:
{\displaystyle \int f(x)g(x)dx=\int h'(x)g(x)dx=h(x)g(x)-\int h(x)g'(x)dx.}
W przypadku całek oznaczonych granice całkowania uwzględnia się także w części równania zostającej poza całką:
{\displaystyle \int \limits _{a}^{b}h'(x)g(x)dx=\left[h(x)g(x)\right]_{a}^{b}-\int \limits _{a}^{b}h(x)g'(x)dx.}
Często stosuje się zapis skrócony wzoru:
{\displaystyle \int udv=uv-\int vdu.}

## Dowód
Metoda całkowania przez części wynika ze wzoru na pochodną iloczynu:
{\displaystyle \left(h(x)g(x)\right)'=h(x)g'(x)+h'(x)g(x),}
{\displaystyle h'(x)g(x)=\left(h(x)g(x)\right)'-h(x)g'(x),}
{\displaystyle \int h'(x)g(x)dx=h(x)g(x)-\int h(x)g'(x)dx.}

## Całki pętlące się (zwrotne)
W przypadku całki z iloczynu funkcji, których kolejne pochodne powtarzają się okresowo, mamy do czynienia z tzw. całką pętlącą się (zwrotną), np.:
{\displaystyle \int e^{x}\cos(x)dx=e^{x}\cos(x)+\int e^{x}\sin(x)dx=e^{x}\cos(x)+e^{x}\sin(x)-\int e^{x}\cos(x)dx.}
Całka w wyrażeniu po prawej stronie równa się całce po lewej stronie, więc
{\displaystyle 2\int e^{x}\cos(x)dx=e^{x}(\cos(x)+\sin(x))+C,}
{\displaystyle \int e^{x}\cos(x)dx={\tfrac {1}{2}}e^{x}(\cos(x)+\sin(x))+C'.}